# سیارک ۱۵۶۷۵
سیارک ۱۵۶۷۵ (به انگلیسی: 15675 Goloseevo، نامگذاری:1978SP5) پانزده هزار و ششصد و هفتاد و پنجمین سیارک کشف شده‌است که در ۲۷ سپتامبر ۱۹۷۸ کشف شد.
قدر مطلق سیارک برابر ۳۰.۹ است.